# Vetlanda (Gemeinde)
Koordinaten: 57° 26′ N, 15° 5′ O

Vetlanda ist eine Gemeinde (schwedisch kommun) in der schwedischen Provinz Jönköpings län und der historischen Provinz Småland. Der Hauptort der Gemeinde ist Vetlanda.

## Geographie
Die Gemeinde Vetlanda ist die flächengrößte Gemeinde in der Provinz Jönköpings län und die Entfernungen zu den drei größten schwedischen Städten Stockholm, Göteborg und Malmö betragen alle etwa 300 Kilometer.

## Wappen
Beschreibung: In Gold ein blauer Schrägrechtsbalken mit einem goldenen Ährenhalm belegt.

## Orte
Die folgenden elf Orte sind Ortschaften (tätorter) der Gemeinde Vetlanda:
- Björköby
- Ekenässjön
- Holsbybrunn
- Korsberga
- Kvillsfors
- Landsbro
- Myresjö
- Pauliström
- Sjunnen
- Skede
- Vetlanda (Hauptort)

## Sehenswürdigkeiten
Westlich von Vetlanda liegt am südlichen Ufer des Norrasjön die auf das Mittelalter zurückgehende Ruine der Burg von Hultaby. Bei Holsbybrunn befindet sich das Schaubergwerk Kleva gruva. In Alseda befindet sich der als Museum geführte Laden Levanders Lanthandel.

## Persönlichkeiten
- Politikerin Anita Bråkenhielm
- Eishockeyspieler Johan Franzén
- Sängerin Lena Philipsson
- Dichterin Lina Sandell-Berg